# 绢毛耐寒委陵菜
绢毛耐寒委陵菜（学名：Potentilla gelida var. sericea）为蔷薇科委陵菜属下的一个变种。

## 扩展阅读
- 維基物種上的相關：绢毛耐寒委陵菜